# Rachel de Queiroz
Rachel de Queiroz (Fortaleza, 17 novembre 1910 – Rio de Janeiro, 4 novembre 2003) è stata una scrittrice, giornalista e drammaturga brasiliana, prima donna a entrare nell'Accademia brasiliana delle lettere e a vincere nel 1993 il premio Camões. È attualmente considerata la maggiore scrittrice brasiliana del Novecento.
(Rachel de Queiroz)

## Biografia
Figlia dell'avvocato Daniel e di Clotilde Franklin de Queiroz, discendente del giornalista José de Alencar, vissuto nell'Ottocento, nacque a Fortaleza, una città della costa settentrionale del Brasile. Nel 1917, all'età di sette anni, si trasferì a Rio de Janeiro, dove studiò e si diplomò presso il Colégio da Imaculada Conceição nel 1925.
Divenne giornalista e inizialmente si occupò di cronaca e di critica letteraria, componendo di tanto in tanto alcune poesie di carattere modernista sotto lo pseudonimo di Rita de Queluz. Scrisse anche un romanzo d'appendice intitolato História de um Nome.
Nel 1930 scrisse e pubblicò O Quinze, il suo vero primo romanzo, nel quale narrava la miseria del suo Paese, dichiarandosi preoccupata per la fragilità psicologica di molti suoi connazionali. Nel 1939 era ritenuta una delle maggiori scrittrici di Lingua portoghese all'epoca viventi, nonostante avesse solo 29 anni. Nello stesso anno vinse il Prêmio Felipe d'Oliveira per il romanzo As Três Marias. Nonostante il grande successo però in molti la guardavano con diffidenza per le accuse che la davano comunista, che giravano dal 1937.
La sua attività si ridusse durante la Dittatura delle Forze armate, che tennero il potere dal 1964 al 1985. Nel 1993 è stata riconosciuta una delle più grandi scrittrici della storia con l'assegnazione del Premio Camões a Lisbona: fu la seconda autrice brasiliana e la prima donna a vincerlo.
Nel 1998 ha pubblicato una raccolta di memorie, ricordando la diffidenza delle autorità nei suoi confronti . Trasformò la sua Fazenda Não Me Deixes, a Quixadá, nel Ceará, in riserva speciale del patrimonio della natura.
Morì il 4 novembre 2003 a Rio de Janeiro, per un attacco cardiaco, due settimane prima di compiere 93 anni.

### Academia Brasileira de Letras

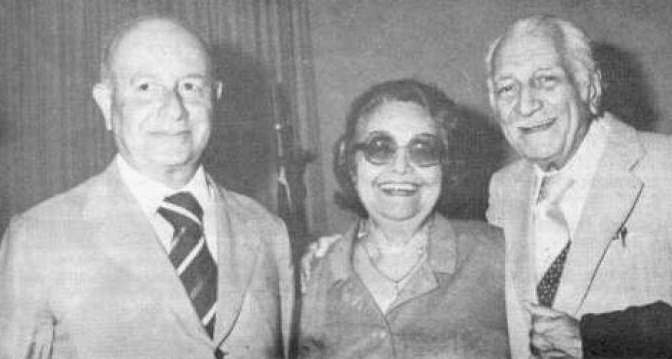
Rachel de Queiroz con gli amici Adonias Filho (a sinistra) e Gilberto Freyre (a destra)

Il 4 novembre 1977 divenne la prima donna membro della prestigiosa Academia Brasileira de Letras; venne ricevuta da Adonias Filho e le fu assegnata la poltrona numero 5 della prestrigiosa. Questa elezione causò non poche tensioni negli ambienti femministi brasiliani del tempo, ma la reazione di Rachel fu molto tranquilla:
(Rachel de Queiroz)

## Altri premi e onorificenze ricevute
- Prêmio Fundação Graça Aranha para O quinze, 1930
- Prêmio Sociedade Felipe d'Oliveira para As Três Marias, 1939
- Prêmio Saci, O Estado de São Paulo, 1954
- Prêmio Machado de Assis, dell'Academia Brasileira de Letras, per la sua opera, 1957
- Prêmio Teatro, dell'Instituto Nacional do Livro, e Prêmio Roberto Gomes, della Secretaria de Educação do Rio de Janeiro, per A beata Maria do Egito, 1959
- Premio Jabuti per la Letteratura Infantile, della Câmara Brasileira do Livro (São Paulo), per O menino mágico, 1969
- Prêmio Nacional de Literatura de Brasília per la sua opera 1980
- Laurea honoris causa all'Universidade Federal do Ceará, em 1981
- Medalha Marechal Mascarenhas de Morais, 1983

- Grande Comendador do Mérito Militar, 1986
- Medalha da Inconfidência do Governo de Minas Gerais, 1989
- Premio Camões, 1993
- Laurea honoris causa all'Universidade Estadual do Ceará - UECE, 1993
- Laurea honoris causa all'Universidade Estadual Vale do Acaraú, di Sobral, 1995
- Prêmio Moinho Santista de Literatura, 1996
- Laurea honoris causa all'Universidade Estadual do Rio de Janeiro, 2000
- Medalha Boticário Ferreira, della Câmara Municipal de Fortaleza, 2001
- Troféu Cidade de Camocim, 20 luglio 2001 - Academia Camocinense de Letras e Prefeitura Municipal de Camocim

## Opere
- O quinze (1930)
- João Miguel (1932)
- Caminho de pedras (1937)
- As três Marias (1939)
- A donzela e a moura torta (1948)
- O galo de ouro (1950)
- Lampião (1953)
- A beata Maria do Egito (1958)
- Cem crônicas escolhidas (1958)
- O brasileiro perplexo (1964)
- O caçador de tatu (1967)
- O menino mágico (1969)
- Dora, Doralina (1975)
- As menininhas e outras crônicas (1976)
- O jogador de sinuca e mais historinhas (1980)
- Cafute e Pena-de-Prata (1986)
- Memorial de Maria Moura (1992)
- Teatro (1995)
- Nosso Ceará (1997)
- Tantos Anos (1998)
- Não me deixes: suas histórias e sua cozinha (2000)